# Pompeji (Roman)
Pompeji ist ein Roman von Robert Harris, der im Jahr 79 in Pompeji spielt. Der Zeitraum der geschilderten Geschehnisse umfasst vier Tage vor und während des Ausbruchs des Vesuv. Die englische Originalausgabe erschien 2003 unter dem Titel Pompeii. 2004 erschien die erste deutsche Ausgabe, übersetzt von Wolfgang Müller. Sie stand fünf Wochen lang auf dem Platz 1 der Spiegel-Bestsellerliste.

## Handlung
Im Jahr 79, kurz nach Beginn der Herrschaft des Imperators Titus, kommt in Pompeji, der damals reichsten Stadt des römischen Reiches, der junge Wasserbaumeister Attilius einer Verschwörung auf die Spur. Sein Auftrag, seinen verschwundenen Vorgänger zu ersetzen und die Aqua Augusta, einen Aquädukt, zu reparieren, wird durch die nahende Apokalypse überschattet.
Attilius wird nach Misenum, einer Stadt am Golf von Neapel, geschickt, weil der dortige Aquarius Exomnius verschwunden ist und er nun dessen Platz als Aquarius der Aqua Augusta einnehmen soll. Schon nach kurzem Aufenthalt in Misenum wird er von einer jungen Frau – Corelia – zur Villa des reichen Ampliatus gerufen, weil das dortige Wasser vergiftet sein soll. Attilius entdeckt Schwefelspuren im Wasser und als er zum zentralen Wasserreservoir, der Piscina Mirabilis zurückkehrt, ist dieses versiegt. Um eine Massenpanik zu verhindern, wird die Nachricht vorerst geheim gehalten. Ohne Erlaubnis sperrt er ganz Misenum das Wasser ab, um die Reserven nicht aufzubrauchen. Sofort eilt er zu Plinius, dem Oberkommandierenden der Flotte von Misenum, und bittet diesen um ein Schiff, welches ihn und seine Arbeiter (inklusive seines Untergebenen und Widersachers Corax) wenige Stunden später nach Pompeji bringt, wo er an der Gabelung der Augusta in den Zufluss nach Pompeji und nach Misenum auf der Rückseite am Fuße des Vesuvs einen Defekt der Rohre vermutet.
In Pompeji angekommen, macht er sich auf die Suche nach den Magistraten der Stadt und er schickt seine Leute los: Zwei seiner Arbeiter reiten nach Abellinum, um den Abschnitt des Aquädukts mit Schiebern abzusperren, damit so Reparaturen vorgenommen werden können. Zwei weitere seiner Arbeiter, darunter Corax, schickt er auf die Suche nach dem beschädigten Teil der Augusta. Diese sollen ihn benachrichtigen, sobald sie den Grund des Versiegens festgestellt haben. Währenddessen trifft Attilius die Magistrate, doch diese wollen ihm zunächst nicht helfen. Kurz darauf kommt aber Ampliatus hinzu und regelt die Sache großzügig zu Gunsten Attilius’. Er ordnet an, ihn mit Werkzeug, Material und Arbeitern auszustatten. Attilius trifft bei dieser Gelegenheit Corelia wieder, die ihn davor warnt, sich mit ihrem Vater geschäftlich einzulassen.
Ampliatus zeigt Attilius nun eines seiner im Bau befindlichen Bäder in Pompeji. Während er ihn herumführt, versucht er, Attilius für eine Zusammenarbeit zu interessieren. Dieser lehnt jedoch die Angebote Ampliatus’ ab, worauf Ampliatus ihn als Gefahr einstuft (da Attilius nicht wie viele andere Menschen käuflich ist). Anschließend sucht Attilius nach dem Wohnort seines Vorgängers Exomnius, weil er hofft, das Rätsel seines Verschwindens lösen zu können. Er findet dessen Zimmer völlig verwüstet in einem Bordell in Pompeji vor, wo er nach Angaben einer Hure nicht oft wohnte.
Zur gleichen Zeit trifft sich Ampliatus mit einem Unbekannten, der ihm einige Papyri überreicht, und mit dem er die Ermordung des Attilius plant. Corelia hört dieses Gespräch zufällig mit an. Attilius bricht mit dem Material und den von Ampliatus zur Verfügung gestellten Sklaven auf, um das Leck der Augusta zu finden.
Währenddessen in Misenum lässt der Oberbefehlshaber Plinius die Vulcanalen / das Fest für Vulkan aufgrund der Hitze und der Brandgefahr abblasen. Als er sein Weinglas auf den Tisch stellt, bemerkt er ein kaum spürbares Erdbeben. Sein Neffe, Plinius der Jüngere, zeichnet die Dauer und die Stärke der Beben auf, wobei er erkennt, dass diese an Stärke und Dauer rasch zunehmen. Er befiehlt, die inzwischen fast leere Piscina Mirabilis am nächsten Morgen ganz zu leeren.
Corelia stiehlt die Papyri, die der Unbekannte ihrem Vater brachte, und reitet Attilius hinterher, während ihr Vater Ampliatus an den Vulcanalen teilnimmt. Attilius und sein Trupp folgen dem Verlauf des Aquädukts, der teilweise in einer Tunnelröhre verläuft, wobei sie immer näher an den Vesuv herankommen. Immer wieder bebt die Erde spürbar. Die Anzeichen eines Ausbruchs mehren sich.
Nach kurzer Zeit gelangen sie zu einem See, der offenbar durch das austretende Wasser der Augusta entstanden ist. Dort treffen sie auf Musa, der eigentlich den Auftrag hatte, nach Pompeji zurückzukehren; Corax ist verschwunden. Musa erklärt Attilius, Corax habe darauf bestanden, selbst nach Pompeji zu reiten, und sei schon vor Stunden losgeritten. Um die zerstörte Aqua Augusta wieder in Ordnung zu bringen, steigt Attilius in den Tunnel und stellt fest, dass sich die Erde über eine Länge von ungefähr 20 Fuß gehoben hat. Er beschließt, sofort mit den Reparaturen anzufangen. Sie graben den Schutt der zerborstenen Tunnelwand heraus. Als plötzlich Wasser durch ein Loch dringt, bricht die Mauer aus Schutt auf, und das Wasser reißt Attilius mit gewaltigem Druck mit.
Attilius wird einige hundert Fuß mitgeschwemmt, aber er überlebt. Als er zum Ausstiegsloch zurückkehrt, erwartet ihn Corelia. Sie erzählt ihm von der Begegnung des Unbekannten mit ihrem Vater und zeigt Attilius die Papyri, welche dieser als Rechnungen von Exomnius identifiziert, mit denen er das Wasser für Pompeji verrechnete. Attilius erkennt, dass Exomnius bestochen wurde, um Pompeji billig Wasser zu besorgen. Zwei weitere Papyri geben Hinweise auf Parallelen zwischen dem Vesuv und dem sizilianischen Vulkan Ätna.
Am nächsten Morgen, dem 24. August 79 um 6 Uhr, sind die Reparaturarbeiten an der Augusta fertiggestellt. Attilius fordert Corelia auf, in Begleitung von Musa nach Pompeji zurückzureiten und die Papyri unbemerkt wieder zurückzugeben. Attilius selbst reitet los, aber nicht den Arbeitern hinterher, sondern auf den Vesuv, um Exomnius’ Vermutungen nachzugehen.
In Pompeji hat Ampliatus inzwischen das Fehlen seiner Papyri bemerkt. Als Corelia nach Hause kommt, sperrt Ampliatus sie nach einem Streit in ihr Zimmer ein. Plötzlich tritt ein langes, schweres Beben auf, so stark, dass die Weingläser vom Tisch fallen.
Als Attilius die Spitze des Berges erreicht, bemerkt er Krater und Gruben, aus denen heiße Gase austreten, und es sieht so aus, als habe es hier vor kurzer Zeit gebrannt. Er findet in einer Vertiefung die Leiche eines Mannes. Obwohl er ihn noch nie gesehen hat, weiß er sofort, dass es sich um Exomnius handeln muss. In Sizilien geboren, hatte Exomnius die am Ätna vorkommenden vulkanischen Phänomene am Vesuv wiedererkannt und war bei deren Erforschung ums Leben gekommen. Als Attilius sich zum Gehen wendet, wartet Corax mit einem Messer auf ihn. Doch als Corax durch eine Senke auf ihn zurennt, verliert Corax aufgrund der giftigen Gase inmitten des Kraters das Bewusstsein und erstickt. Attilius verlässt den Vesuv und reitet so schnell es geht in Richtung Misenum, um Plinius von den Ereignissen zu berichten.
Kurz darauf erschüttern zwei gewaltige Donnerschläge Pompeji, das in Windrichtung des Vesuvs liegt. Eine schwarz-braune Masse schießt aus der Bergspitze himmelwärts und breitet sich in großer Höhe bis über Pompeji aus, wo das Material – vorerst leichter Bimsstein, der sogar schwimmt – als Gesteinshagel herabregnet. Unter den Bewohnern bricht Panik aus; alles flieht zum Hafen, um mit Booten so schnell wie möglich Pompeji zu verlassen. Ampliatus beschließt jedoch, mit seiner Familie in Pompeji zu bleiben, um nach der Katastrophe erneut vom Wiederaufbau zu profitieren.
Zur Zeit des Ausbruchs überrollt Attilius von hinten eine heiße Druckwelle, die ihn fast vom Pferd wirft. Als er Herculaneum erreicht, beschließt er, in Pompeji nach Corelia zu suchen. Er muss aber schon nach kurzer Zeit kehrtmachen, da er in einen Hagel aus Gestein hineinreitet. In der Villa Calpurnia in Herculaneum trifft er Rectina, die Frau des Senators Pedius Cascus, die ihm einen Brief an Plinius mitgibt, mit der Bitte, eine Flotte von Booten nach Herculaneum zu schicken und die Menschen bzw. ihre Bibliothek zu retten.
Ungefähr zwei Stunden später trifft Attilius in Misenum ein und übergibt Plinius den Brief. Dieser handelt sofort und lässt all seine Kriegsschiffe startklar machen. Obwohl mittlerweile in vorgerücktem Alter und kurzatmig, lässt es sich Plinius aus wissenschaftlichem Interesse nicht nehmen, selbst an der Fahrt teilzunehmen. Attilius begleitet ihn auf seinem Schiff nach Herculaneum, da er hofft, später in Pompeji Corelia zu finden. Plinius hält alle Ereignisse schriftlich fest. Um die elfte Stunde (ca. drei Stunden vor Sonnenuntergang) gerät das Schiff in einen Steinhagel. Durch die im Meer treibenden Massen an Bimsstein ist es nicht mehr möglich, die Schiffe zu steuern, und sie treiben immer weiter in den Gesteinshagel hinein. Sie werden nahe an einen Hafen getrieben, das Schiff strandet und die Besatzung geht von Bord. Am Hafen (Stabiae) trifft Plinius auf einen alten Freund, den er um Unterschlupf bittet. Mittlerweile ist auf den Bimsstein schwereres Gestein gefolgt.

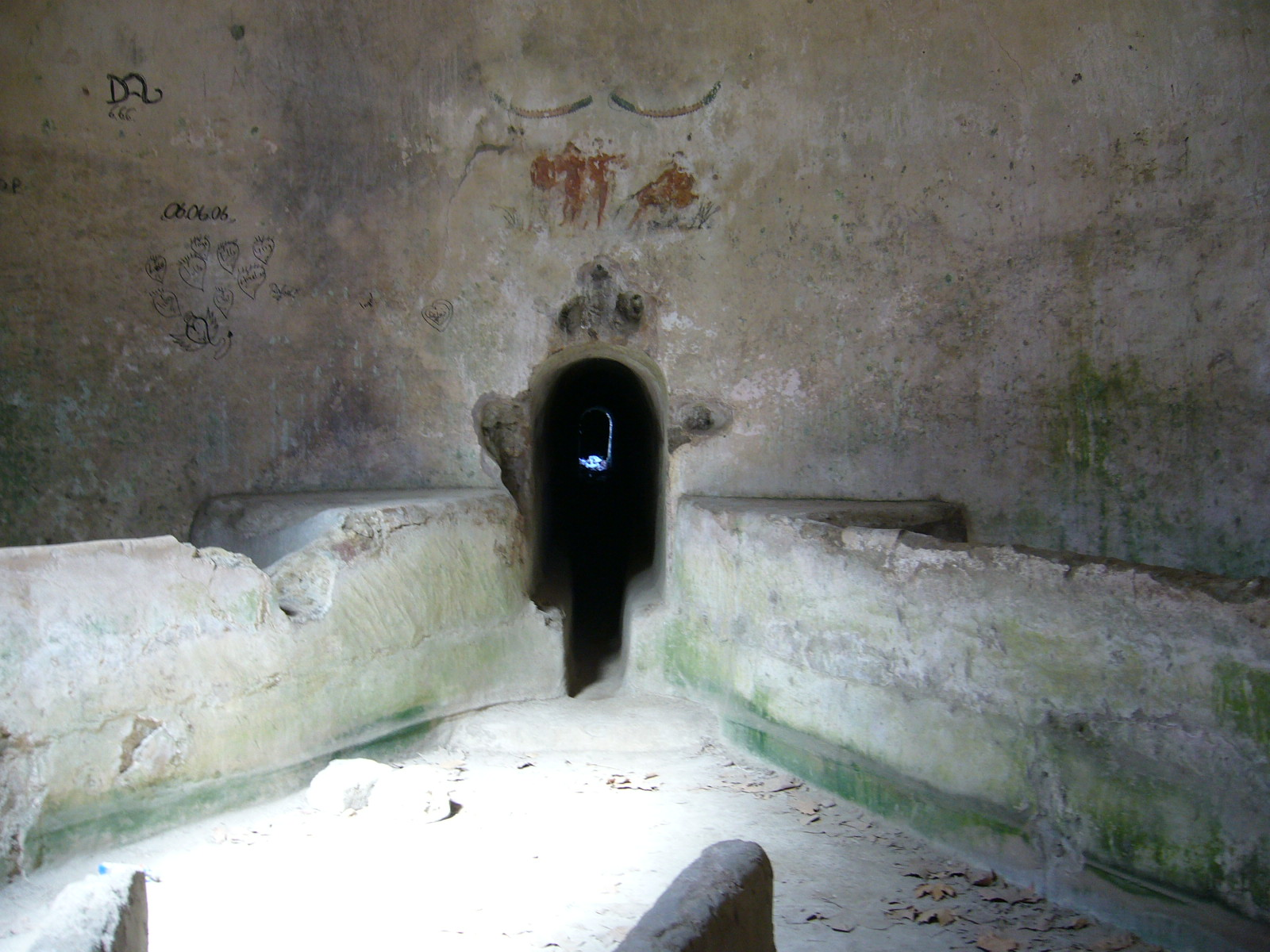
Blick auf den Zugang zur Aqua Augusta im Castellum Aquae in Pompeji

Nach einiger Zeit lässt der Gesteinshagel nach. Attilius macht sich alleine in stockdunkler Nacht durch knietiefes Geröll auf den Weg nach Pompeji, nachdem er beobachtet hat, wie vom Berg herab rasende „Flammenwolken“ (pyroklastische Ströme) erst die spärlich bewohnten Bergflanken und dann Herculaneum verschlungen haben. Völlig am Ende seiner Kräfte erreicht er die Stadtmauern der halbverschütteten Stadt. Attilius findet schließlich Corelia in den neuen Bädern, wo Ampliatus seine Familie festhält. Attilius befreit Corelia und flüchtet mit ihr in das Wasserreservoir von Pompeji, während eine Welle aus Feuer und Gas die Stadt überrollt und ganz Pompeji vernichtet und die Ruinen durch Asche und Bimsstein verschüttet. Attilius und Corelia gelingt die Flucht durch den Wassertunnel der Aqua Augusta. Plinius stirbt am Strand von Stabiae. Sein Neffe Plinius der Jüngere hinterlässt die Aufzeichnungen seines Onkels der Nachwelt.

## Kapitel
Der Roman ist sehr genau in Tage und Stunden geteilt:
- Mars 22. August – Zwei Tage vor dem Ausbruch
- Merkur 23. August – Ein Tag vor dem Ausbruch
- Jupiter 24. August – Erster Tag des Ausbruchs
- Venus 25. August – Zweiter Tag des Ausbruchs

## Wichtige Personen

### Attilius
Marcus Attilius Primus, ein junger römischer Wasserbaumeister (aquarius), wird nach dem ungeklärten Verschwinden seines Amtsvorgängers nach Misenum geschickt. Dort muss er feststellen, dass seine Kenntnisse sofort gebraucht werden, da die Aqua Augusta, eine wichtige Wasserversorgungsleitung, versiegt ist. Attilius’ Frau ist bei der Geburt seines Kindes mit dem Kind gestorben. Attilius’ Familie stellt seit Generationen berühmte Wasserbaumeister, weshalb er auf seinen Beruf auch sehr stolz ist. Jung wie er ist, muss er sich dennoch bei seinen Arbeitern erst durchsetzen.

### Ampliatus
Numerius Popidius Ampliatus ist ein reicher Großgrundbesitzer und Eigentümer vieler Bäder, der seinen Reichtum dem großen Erdbeben 62 n. Chr. verdankt. Er ist ein geborener Sklave, der seine Freiheit durch ein Testament nach dem Tod seines Herrn erlangte. Kurz nach dem Beben, als Pompeji als gefährlich galt, weshalb die meisten Menschen flüchteten, kaufte er sich einige Grundstücke, die er, als die Leute sich in Pompeji wieder sicher fühlten, teuer vermietet. Er arbeitete sich in der Hierarchie Pompejis bis ganz an die Spitze, von wo aus er alle Magistrate und einflussreiche Personen kontrolliert. Sogar den Sohn seines einstigen Herren will er sich zum Untertanen machen, indem er ihn mit seiner Tochter zu verheiraten beabsichtigt. Ampliatus behauptet, mit Geld umgehen zu können, doch „er kann viel besser mit Menschen umgehen, da er ihre Schwächen und Fehler kennt“. Er will auch Attilius von sich abhängig machen, doch dieser ist gewarnt und entweicht so Ampliatus’ Fängen.

### Corelia
Corelia Ampliata, Ampliatus’ Tochter, soll nach dem Willen ihres Vaters mit Lucius Popidius, einem Magistrat von Pompeji und Sohn von Ampliatus’ verstorbenen Herrn, verheiratet werden, was sie jedoch ablehnt. Attilius lernt sie in Ampliatus’ Villa bei Misenum kennen, als sie ihn um Hilfe bittet, die Hinrichtung eines Sklaven durch Ampliatus zu verhindern. Später treffen die beiden einander in Pompeji wieder, und Attilius kostet es sehr viel Selbstbeherrschung, nicht Gefallen an ihr zu finden, da er sich sonst mit Ampliatus auseinandersetzen müsste. Corelia ist sehr hübsch und eigenwillig und sie mag Attilius sehr gern, deshalb warnt sie ihn vor ihrem Vater.

### Corax
Oberaufseher der Aqua Augusta, Helfer des verschwundenen Aquarius Exomnius, dessen Nachfolger Attilius wurde. Er hasst Attilius und arbeitet, wann immer es geht, gegen ihn, was er aber nicht öffentlich tun kann, da Attilius sein Vorgesetzter ist.

### Plinius der Ältere
Gaius Plinius Secundus (Plinius der Ältere) ist eine historische Persönlichkeit. Bei Ausbruch des Vesuvs war er der Oberbefehlshaber der Seestreitkräfte, die vor Misenum lagen. Er hatte eine große Vorliebe für die Naturwissenschaften und verfasste mit der Naturalis historia eine vielbändige naturgeschichtliche Abhandlung. Plinius hilft Attilius, indem er ihm Boot und Männer für eine Überfahrt nach Pompeji zur Verfügung stellt, um die rasche Reparatur der Aqua Augusta zu ermöglichen, und startet nach Ausbruch des Vesuvs mit der ganzen Flotte eine große Rettungsaktion, die freilich misslingt.

## Orte des Geschehens
Campania, Italien

### Misenum
Misenum ist eine Hafenstadt, in der die Geschichte startet. Das Ende der Aqua Augusta mündet in die „Piscina mirabilis“ – Becken der Wunder, ein Wasserreservoir. Hier liegt die Residenz Plinius’ und auch die Villa des Ampliatus. Auf einer Fischfarm, die zu Ampliatus Landsitz gehört, lernt Attilius Corelia kennen.

### Pompeji
Eine Stadt in Hügellage am Fuße des Vesuv, der als erloschen gilt. Wohnort vieler reicher Bürger und somit auch eine Stadt mit vielen Bädern und Villen. Zwischen Reich und Arm besteht ein gewaltiger Unterschied in Pompeji. Die Reichen werden immer reicher, und die Armen werden noch ärmer. Am Hafen Pompejis werden viele Güter, die ins bzw. aus dem römischen Reich verschifft werden, zwischengelagert oder verkauft. Ein Zweig der Aqua Augusta leitet das Wasser durch das Vesuvius-Tor nach Pompeji.

### Herculaneum
In Herculaneum befindet sich die Villa Calpurnia. Sie gehört Pedius Cascus, einem wichtigen Senator. In der Bibliothek seiner Villa befinden sich unersetzbare Bücher und Schriften, wie z. B. von Sophokles. Reales Vorbild der Villa Calpurnia ist die 1750 entdeckte Villa dei Papiri.

## Verfilmung
Pompeji sollte ursprünglich von Roman Polański verfilmt werden; dieses Projekt wurde aber in Anbetracht der Kosten zugunsten einer Verfilmung von ebenfalls Robert Harris Roman Der Ghostwriter fallen gelassen. Im Jahr 2010 wurde angekündigt, Pompeji als Fernseh-Mehrteiler zu verfilmen. Hierzu ist es Stand 2022 nicht gekommen.

## Ausgaben
- Robert Harris: Pompeji. Übersetzt von Christel Wiemken, Hardcover Heyne Verlag, München 2003, ISBN 978-3-453-40695-7.
- Robert Harris: Pompeji. Übersetzt von Christel Wiemken, Taschenbuch, Heyne Verlag, München 2005, ISBN 978-3453470132.
- Robert Harris: Pompeji. Historischer Kriminalroman. Mit einer Kriminalanalyse der Zeit-Redaktion. Zeitverlag, Hamburg 2010, ISBN 978-3-8419-0001-2.